# Lista delle penisole
Lista delle penisole. La penisola ( in latino paeninsula da paene "quasi" e insula "isola") è un pezzo di terra delimitato principalmente dall'acqua ma collegato alla terraferma . L'acqua circostante è generalmente intesa come continua, sebbene non necessariamente denominata come tale. Una penisola può anche essere un promontorio, un promontorio di un'isola o, in caso sia di minore importanza può essere chiamata punta o capo. A volte si dice anche che un fiume che scorre attraverso un meandro molto stretto formi una "penisola" all'interno dell'ansa (quasi chiusa) del fiume stesso.

## Africa

### Macaronesia
- Jandía, Fuerteventura, Isole Canarie, Spagna
- Macizo de Anaga, Tenerife, Isole Canarie, Spagna
- Ponta de São Lourenço, Isola di Madeira, Portogallo

### Nord Africa
- Cabo Blanco, Mauritania/Marocco
- Capo Bon, Tunisia
- Capo Zebib, Tunisia
- Ceuta, Spagna
- Penisola del Rio de oro, Western Sahara
- Ras Banas, Egitto
- Ras ben Sakka (Cap Blanc), Tunisia

### Penisola somala
Il Corno d'Africa è una penisola dell'Africa nord-orientale che si protende nel Canale di Guardafui, ed è l'estremità più orientale del continente africano. Comprende tutta la regione che contiene i paesi di Gibuti, Eritrea, Etiopia, Somalia e Somaliland.
- Penisola di Buri, Eritrea
- Ras Hafun, Somalia
- Ras Kasar, Eritrea
- Ras Siyyan, Gibuti
- Penisola di Lekki, Lagos, Nigeria
- Capo Verde, Senegal
- Penisola di Turner, Sierra Leone

### Altre penisole in Africa
- Bakassi, Cameroon, ma contesa con la Nigeria
- Penisola del Capo, Sud Africa
- Le Morne Brabant, Mauritius
- Uyoma, Kenya

## Antartide
- Penisola Antartica
- Penisola Edoardo VII
- Penisola Fletcher
- Penisola di Fowler
- Penisola di Martin

## Asia

### Asia centrale

#### Kazakistan
- Penisola di Mangyshlak

### Asia orientale

#### Cina
- Penisola di Liaodong
- Penisola dello Shandong
- Penisola di Leizhou

#### Hong Kong
- Penisola di Kowloon
- Penisola di Sai Kung
- Penisola di Stanley
- Shek O

#### Giappone

##### Hokkaido
- Penisola di Shiretoko
- Penisola di Shakotan

##### Honshu
- Oshika-hanto
- Noto-hanto
- Oga-hanto
- Miura-hanto
- Bōsō-hanto

##### Kyushu
- Nishi-sonogi-hanto
- Satsuma hanto
- Ōsumi-hanto

#### Corea
L'intera massa continentale che comprende la Corea del Nord e la Corea del Sud è una penisola, circondata dal Mar del Giappone a est e a sud, e dal Mar Giallo a ovest e a sud, con lo Stretto di Corea che li collega.

#### Macao
- Penisola di Macao

#### Taiwan
- Penisola di Hengchun

### Asia settentrionale
- Penisola dei Ciukchi
- Penisola di Faddeyevsky
- Penisola di Gyda
- Kamchatka
- Penisola di Mikhailov
- Penisola Myravyov-Amursky
- Penisola del Taymyr
- Penisola dello Yamal

### Asia sud-orientale

#### Indocina
- Penisola dell'Indocina
  - Penisola malese

#### Indonesia
- Penisola Blambangan, Java
- Semenanjung Minahassa, Sulawesi
- Penisola orientale, Sulawesi
- Penisola sud-orientale, Sulawesi
- Penisola meridionale, Sulawesi
- Penisola Testa d'Uccello, Papua occidentale
- Capo Mangkalihat, Kalimantan orientale

#### Malaysia
- Penisola nordoccidentale, Kudat
- Penisola di Pitas, Pitas
- Penisola di Semporna, Semporna e Tawau
- Penisola di Sandakan, Sandakan
- Penisola Malese

#### Filippine
- Penisola di Bataan, Luzon
- Penisola di Bicol, Luzon
- Penisola Caramoan, Luzon
- Penisola di Calatagan, Luzon
- Penisola di Calumpan, Luzon
- Cavite City, Luzon
- Penisola di San Ildefonso, Luzon
- Penisola di Redondo, Luzon
- Penisola di Zamboanga, Mindanao
- Punto Tinaca, Davao del Sur
- Penisola di Guanguan, Mindanao
- Penisola di Panay nordoccidentale, Panay, Visayas
- Punto Poro, La Union

#### Singapore
- Tuas

#### Vietnam
- Cà Mau, provincia di Cà Mau
- Penisola di Hon Gom, Da Lat City
- Penisola di Son Trà, Da Nang
- Penisola di Ngu Xa, Hanoi
- Penisola di Binh Quoi, Ho Chi Minh City
- Cam Ranh, provincia di Khanh Hoa
  - Penisola di Dam Mon
- Penisola di Trà Co, provincia di Quang Ninh
- Penisola di Phuong Mai, Quy Nhon

### Asia meridionale
La penisola del Deccan è una zona geografica molto ampia del subcontinente indiano.
Altre penisole del subcontinente indiano includono:
- Penisola di Bandra, Mumbai
- Penisola di Colaba, Mumbai
- Penisola di Gwadar, Pakistan
- Penisola di Jaffna, Sri Lanka settentrionale
- Penisola di Kanyakumari, Tamil Nadu
- Penisola di Kathiawar, Gujarat
- Punto Malabar, Mumbai
- Manhoro, Pakistan
- Penisola di Worli, Mumbai

### Asia occidentale

#### Arabia
- Penisola Arabica; Arabia Saudita, Iraq, Kuwait, Bahrain, Qatar, Giordania, Emirati Arabi Uniti, Yemen, Oman
- Penisola di Al-Faw, Iraq
- Penisola di Musandam ; Oman, Emirati Arabi Uniti

#### Mediterraneo orientale
- Beirut, Libano
- El Mina, Libano
- Haifa, Israele
- Acri, Israele
- Penisola del Sinai, Egitto

#### Turchia
- Anatolia
- Penisola di Armutlu
- Penisola di Biga
- Penisola di Datça
- Penisola di Dilek
- Penisola di Karaburun
- Penisola di Kapidag
- Penisola di Kocaeli
- Penisola di Sinope
- Penisola di Teke
- Gallipoli (Gelibolu), Tracia

## Europa
L'Europa è talvolta considerata una grande penisola che si estende al largo dell'Eurasia . In quanto tale, è una delle penisole più grandi del mondo e l'unica ad avere lo status di continente completo, in gran parte per convenzione. È composta da molte penisole più piccole, le quattro penisole più grandi sono la penisola scandinava, iberica, balcanica e italiana.

### Penisola balcanica
I Balcani sono una penisola che comprende Albania, Bosnia ed Erzegovina, Bulgaria, Croazia, Grecia, Kosovo, Macedonia del Nord, Montenegro, Romania, Serbia, Slovenia e la parte europea della Turchia.
- Penisola Calcidica, Grecia
- Kassandra, Grecia
- Monte Athos, Grecia
- Sitonia, Grecia
- Maina, Grecia
- Peloponneso, Grecia
- Pilio, Grecia
- Istria, Croazia
- Penisola di Piran, Slovenia
- Peljesac, Croazia
- Spalato, Croazia
- Zara, Croazia
- Karaburun, Albania
- Lustica, Montenegro
- Gallipoli (Gelibolu), Turchia

### Francia
- Bretagna
- Capo Corso, Corsica
- Penisola del Cotentin, Normandia
- Crozon, Bretagna
- Landes du Médoc, Aquitania

### Penisola Iberica
Comprendendo il Portogallo continentale e la Spagna, Andorra, Gibilterra ( territorio britannico d'oltremare ) e una piccola parte della Francia meridionale, la penisola iberica è la principale penisola della regione iberica.
Altre penisole in Iberia includono:
- Lisbona, Portogallo
- Setubal, Portogallo
- Peniche, Portogallo
- Capo Espichel, Portogallo
- Capo Carvoeiro, Portogallo
- Cabo de Sao Vicente, Portogallo
- Penisola di Troia, Portogallo
- Gibilterra
- Cadice, Spagna
- La coruna, Spagna
- O Morrazo, Spagna

### Irlanda
- Achill Head
- Penisola di Beara
- Penisola di Cooley
- Penisola di Dingle
- Donegal
- Penisola di Fanad
- Penisola di Hook
- Horn Head
- Penisola di Howth
- Inishowen
- Penisola di Iveragh
- Loop Head
- Mizen Head
- Penisola di Mullet
- Munster
- Old Head of Kinsale
- Rosguill
- Sheep's Head

### Italia
La penisola italiana caratterizza la gran parte del territorio dell'Italia.
Altre penisole in Italia includono:
- Mare Adriatico:
  - Lignano Sabbiadoro, Friuli-Venezia Giulia
  - Punta Sabbioni, Veneto
  - Promontorio del Conero, Marche
  - Promontorio del Gargano, Puglia
- Mar Ionio:
  - Calabria
  - Salento, Puglia
- Mar Ligure:
  - Portofino, Liguria
  - Portovenere, Liguria
  - Promontorio di Piombino, Toscana
- Mar Tirreno:
  - Punta Ala, Toscana
  - Promontorio dell'Argentario, Toscana
  - Penisola di Stintino, Sardegna
  - Capo Testa, Sardegna
  - Capo Figari, Sardegna
  - Capo Coda Cavallo, Sardegna
  - Penisola di Capo Caccia, Sardegna
  - Sinis, Sardegna
  - Penisola di Corte Arresi, Sardegna
  - Capo Carbonara, Sardegna
  - Promontorio del Circeo, Lazio
  - Gaeta, Lazio
  - Penisola Flegrea, Campania
  - Penisola sorrentina, Campania
  - Penisola di San Vito Lo Capo, Sicilia
  - Capo Milazzo, Sicilia
  - Penisola di Magnisi, Sicilia
  - Penisola della Maddalena, Sicilia

### Malta
- Valletta
- Senglea
- Birgu
- Sliema
- Ta'Xbiex
- Marsascala
- Forte Ricasoli

### Russia
- Penisola di Neringa, Kalinigrad Oblast
- Gusinaya Zemlya
- Penisola di Kanin
- Penisola di Kola
- Penisola di Kurgalsky
- Penisola di Lokhaniemi
- Penisola di Onega
- Penisola di Rybacij
- Penisola di Sambia
- Penisola di Soikinsky
- Penisola di Sredny
- Penisola di Taman
- Penisola di Turiy
- Penisola di Yugorsky

### Scandinavia
La Scandinavia è una regione del Nord Europa, con forti legami storici, culturali e linguistici. Il termine Scandinavia nell'uso locale copre i tre regni di Danimarca, situati nella penisola dello Jutland, Norvegia e Svezia, situati nella penisola scandinava. Nell'uso italiano, la Scandinavia a volte si riferisce anche solo alla penisola scandinava, o alla regione più ampia che comprende la Finlandia e l'Islanda, che è più generalmente conosciuta come "paesi nordici" .
La penisola scandinava, insieme alle sue isole, comprende l'attuale Svezia, la Norvegia e l'area nord-occidentale della Finlandia.
Fennoscandia o Penisola Fennoscandiana è la penisola geografica che comprende la Penisola Scandinava, la Finlandia, la Carelia e la Penisola di Kola ( Russia ).

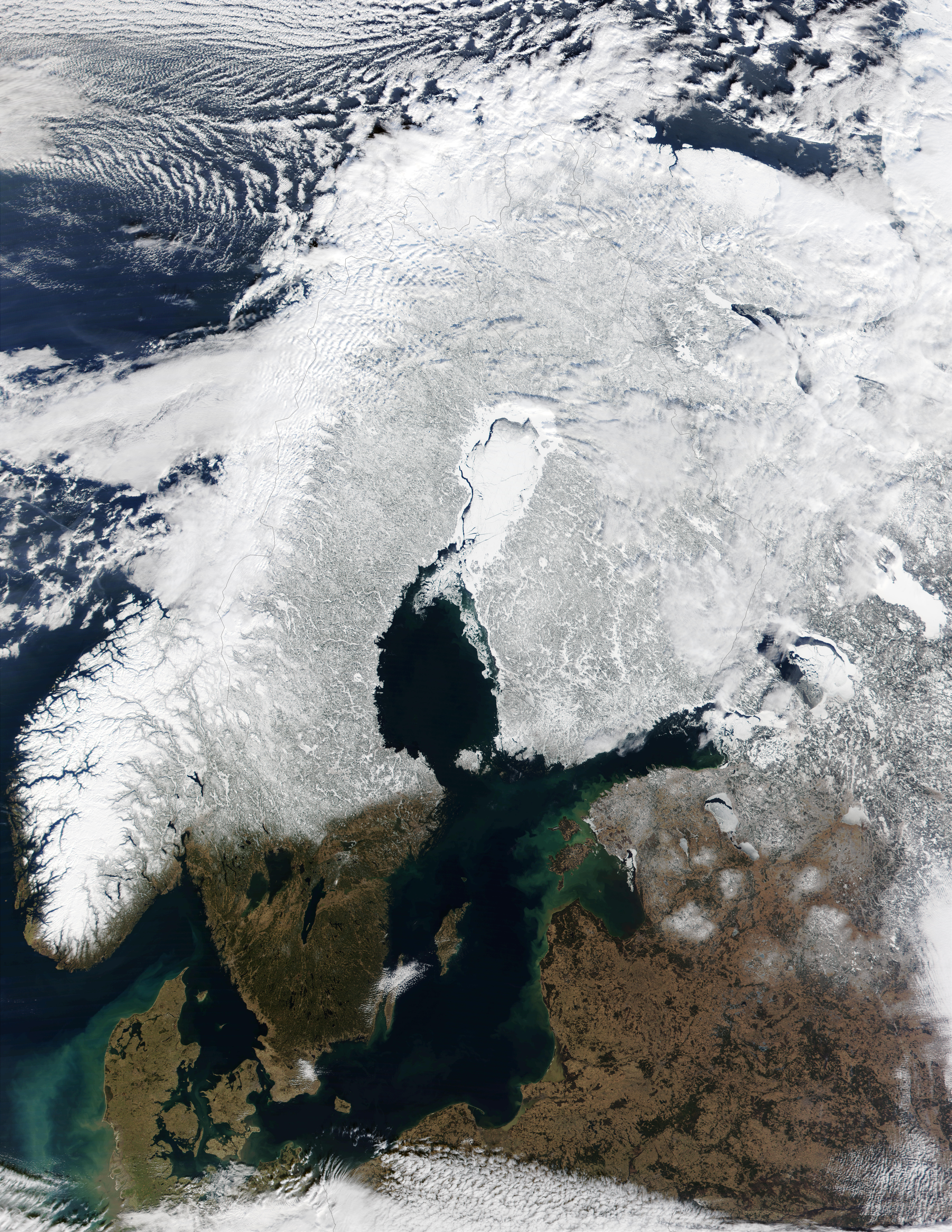
Fennoscandia compresa la penisola scandinava e la penisola di Kola

#### Norvegia
- Penisola di Bergen
- Bygdoy
- Broggerhalvoya
- Fornebulandet
- Fosen
- Hamaroyhalvoya
- Hurumlandet
- Lista
- Lyngenhalvoya
- Penisola di Nordkinn
- Nesodden
- Ofothalvoya
- Porsangerhalvoya
- Snaroya
- Stad
- Penisola di Stavanger
- Penisola di Svaerholt
- Varangerhalvoya

#### Svezia
- Scania

#### Danimarca
- Djursland
- Grenen
- Helgenaes
- Hindsholm
- Horne Land
- Hornsherred
- Jutland
- Kegnaes
- Mols
- Odsherred
- Penisola di Salling
- Penisola di Stevns
- Sundeved

### Finlandia
- Penisola di Hanko, Hanko
- Penisola di Porkkala, Kirkkonummi
- Suensaari, Tornio

### Ucraina
- Penisola di Crimea, sotto il controllo della Russia
- Penisola di Chonhar
- Penisola di Kinburn
- Penisola di Rybalskyi
- Penisola di Heracles, sotto il controllo della Russia
- Penisola di Kerch, sotto il controllo della Russia

### Regno Unito e dipendenze della Corona

#### Inghilterra

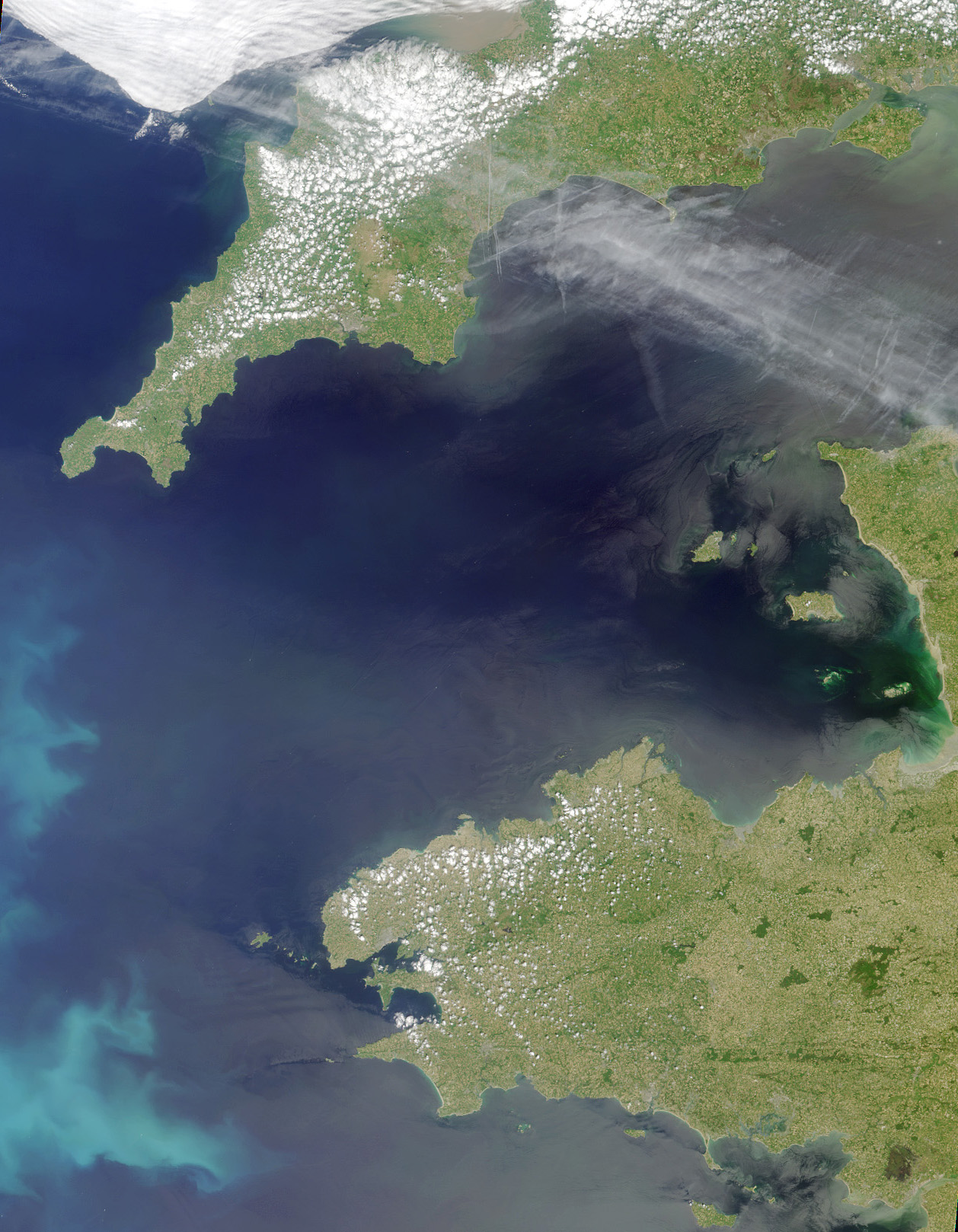
L'Inghilterra sudoccidentale e il Canale della Manica. Anche la penisola francese della Bretagna è mostrata nella parte inferiore dell'immagine.

- Penisola del Sud Ovest (Contee del Somerset, Devon, Dorset e Cornovaglia)
- Penisola di Dengie
- il centro di Durham
- The Fylde
- Penisola di Brixham
- Hoo
- Roseland
- Penisola di Bere
- Isle of Dogs
- Penisola di Cartmel
- Penisola di Furness
- Penisola di Greenwich
- Gosport
- Isola di Thanet
- Penisola di Lizard
- Riserva di Dawlish Warren
- Penisola di Manhood
- Point Morte
- Penwith
- Isola di Purbeck
- Rotherhithe
- Spurn
- Penisola di Shotley
- Tendring
- Penisola di Wirral

#### Irlanda del Nord
- Penisola di Ards
- Islandmagee
- Penisola di Lecale
- Ramore Head, Portrush
- Isola di Oxford
- Magilligan

#### Scozia
- Ardnamurchan
- Black Isle
- Cowal
- Doonie Point
- Dunnet Head
- Faraid Head
- Fife
- Kintyre
- Knoydart
- The Machars
- Morvern
- Northmavine
- Rhins di Galloway
- Penisola di Rosneath
- Penisola di Rhu
- Strathy Point
- Punto di Hellia
- Penisola di Eye

#### Galles
- La penisola di Creuddyn si protende dalla costa del Galles settentrionale
- Penisola di Gower
- Penisola di Llŷn
- Penisola di Marloes,
- Penisola del Pembrokeshire meridionale
- St David's Head
- Galles

#### Isole del Canale
- Le Clos du Valle, Guernsey
- Little Sark, Sark

#### Isola di Man
- Penisola di Langness

### Altre penisole in Europa

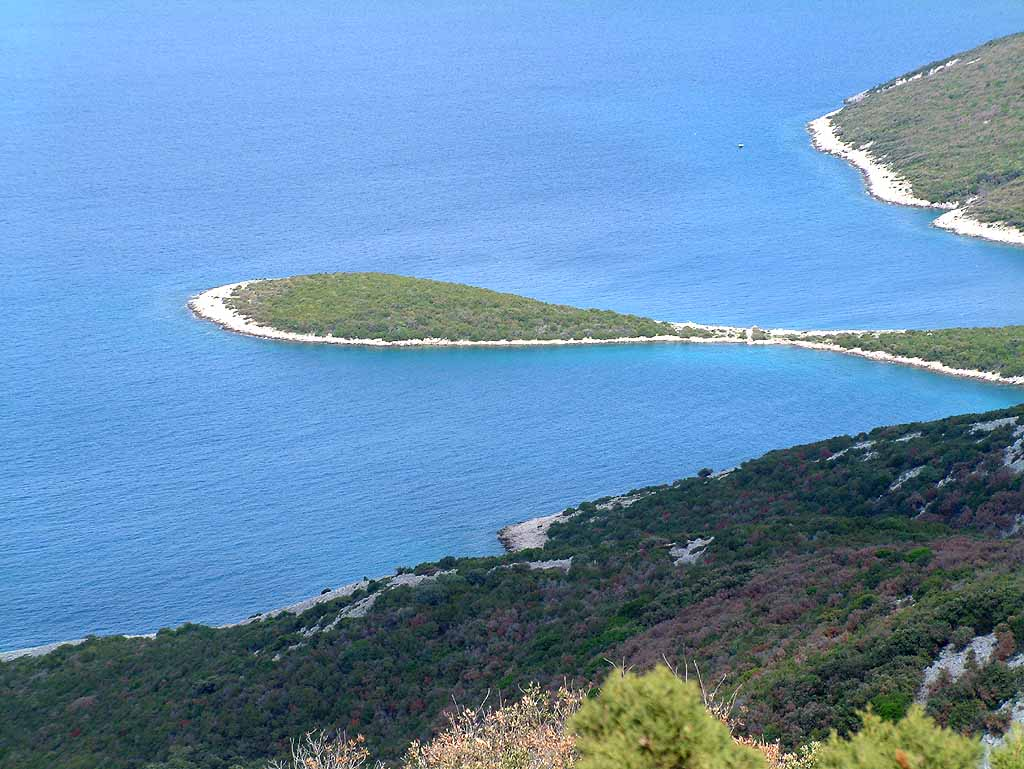
Una piccola penisola in Croazia

- Penisola di Absheron, Azerbaijanalaska
- Akranes, Islanda
- Penisola di Au, Svizzera
- Butjadingen, Germania
- Fischland-Darss-zingst, Germania
- Penisola di Hel, Polonia
- Penisola di Karpassia, Cipro
- Olanda settentrionale, Paesi Bassi
- Penisola di Nesebar, Bulgaria
- Penisola di Sozopol, Bulgaria
- Tihany, Ungheria
- Walcheren, Paesi Bassi
- Zuid-Beveland, Paesi Bassi

## Nord America

### Belize
- Penisola di Placencia

### Canada
- Penisola di Dunlas, Isola di Melville, Territori del Nordovest / Nunavut
- Penisola del Labrador, che comprende tutto il Labrador e la maggior parte del Quebec
- Penisola di Natkusiak, Territori del Nordovest/Nunavut
- Penisola di Storkerson, Territori del Nordovest/Nunavut
- Penisola di Wollaston, Territori del Nordovest/Nunavut

#### British Columbia
- Penisola di Burrard
- Penisola di Saanich
- Penisola di Sechelt
- Penisola di Tsawwassen

#### Nuovo Brunswick
- Penisola Acadica
- Penisola di Kingston

#### Terranova e Labrador
- Penisola di Avalon
- Penisola di Baie Verte
- Penisola Bonavista
- Penisola di Burin
- Grande Penisola Settentrionale
- Penisola di Port-au-Port

#### Territori del Nordovest
- Penisola Diamond Jennes
- Penisola di Douglas
- Penisola di Leith (nel Grande Lago degli Orsi)
- Penisola di Parry
- Penisola di Pethel
- Penisola del Principe Alberto
- Sahoyué-ehdacho

#### Nuova Scozia
- Penisola di Aspotogan
- Penisola di Chebucto
  - Penisola di Halifax
- Penisola della Nuova Scozia
- Penisola di Pubnico

#### Nunavut
- Penisola di Adelaide
- Penisola di Banks
- Boothia
- Penisola di Bell
- Penisola Colin Archer
- Penisola di Collinson
- Penisola del Kent
- Penisola di Melville
- Penisola di Pangertot
- Penisola di Simpson

##### Isola di Baffin
- Penisola di Barrow
- Penisola di Becher
- Penisola di Beekman
- Penisola di Bell
- Penisola di Blunt
- Penisola di Borden
- Penisola di Brodeur
- Penisola del Cumberland
- Penisola di Foxe
- Penisola di Hall
- Penisola di Henry Kater
- Penisola Meta Incognita
- Penisola di Siorarsuk
- Penisola di Steensby

#### Ontario
- Penisola di Cynthia
- Penisola di Joan
- Penisola di McLean
- Penisola del Nord
- Penisola dell'Ontario
- Penisola del Principe Edoardo
- Penisola di Sibley

#### Québec
- Penisola di Gaspé
- Penisola di Ungava

### Caraibi

#### Repubblica Dominicana
- Penisola di Samaná

#### Portorico
- Barrio Obrero, Porto Rico

#### Cuba
- Penisola di Zapata, Cuba
- Penisola di Guanahacabibes, Cuba
- Penisola di Hicacos, Cuba

#### Santa Lucia
- Penisola di Vigie, Santa Lucia

### Costa Rica
- Penisola di Nicoya
- Penisola di Osa

### Groenlandia
- Alfred Wegeners Halvo
- Hayes Halvo
- Ingnerit
- Penisola di Nuussuaq
- Sigguup Nunaa (Svartenhuk Halvo)

### Messico

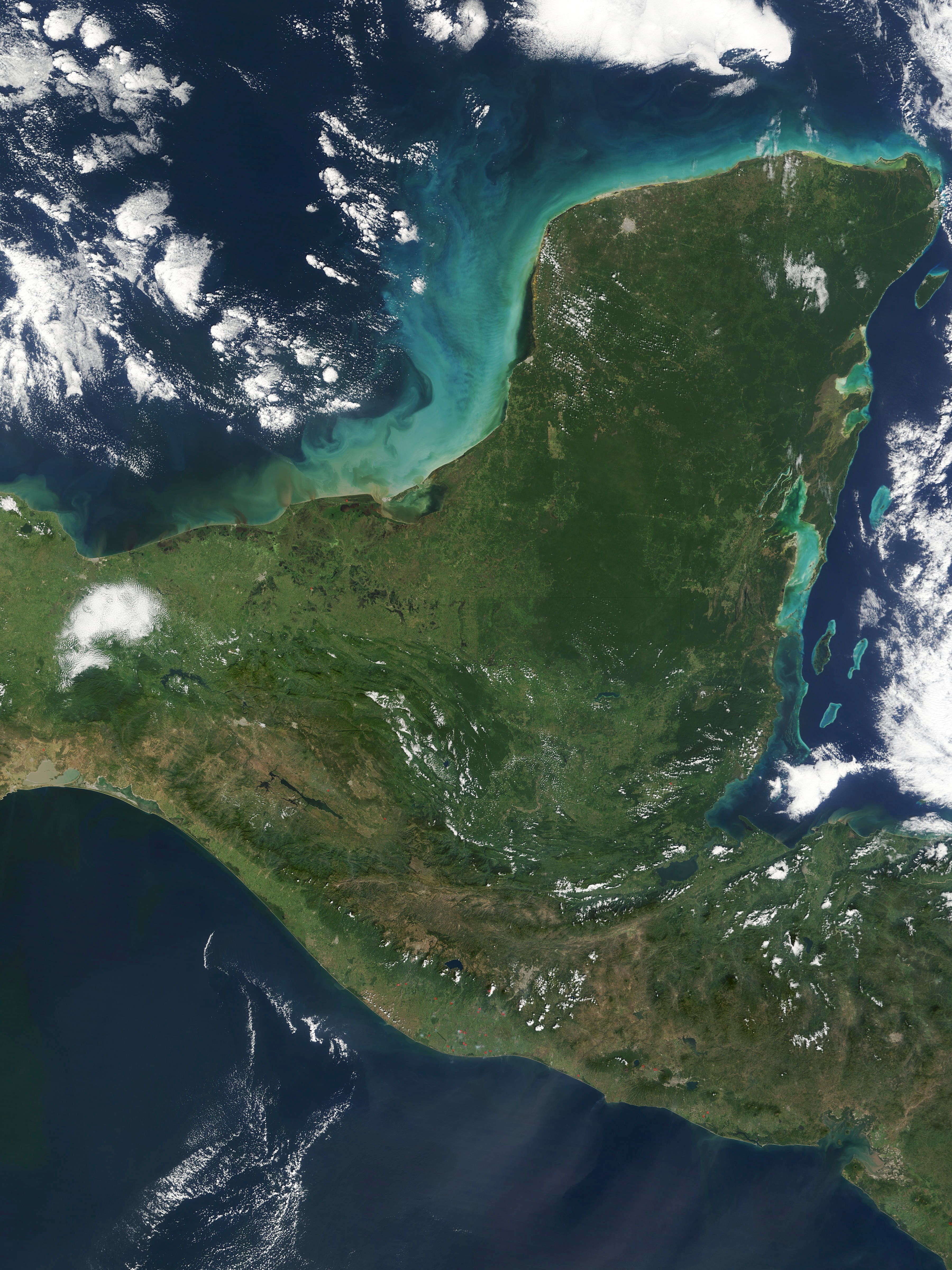
La penisola dello Yucatan

- Penisola della Bassa California
- Penisola dello Yucatán

### Panama
- Penisola di Azuero

### Stati Uniti

#### Alaska
- Penisola dell'Alaska
- Penisola di Cleveland
- Penisola di Kasaan
- Penisola di Kenai
- Penisola di Seward
- Penisola di Lisburnia

#### California
- Penisola di Balboa
- Penisola di Monterey
- Penisola di Palos Verdes
- Penisola di Punto Loma
- Penisola di Punto Reyes
- Penisola di San Francesco
- Penisola Samoa
- Penisola del Tiburon

#### Florida

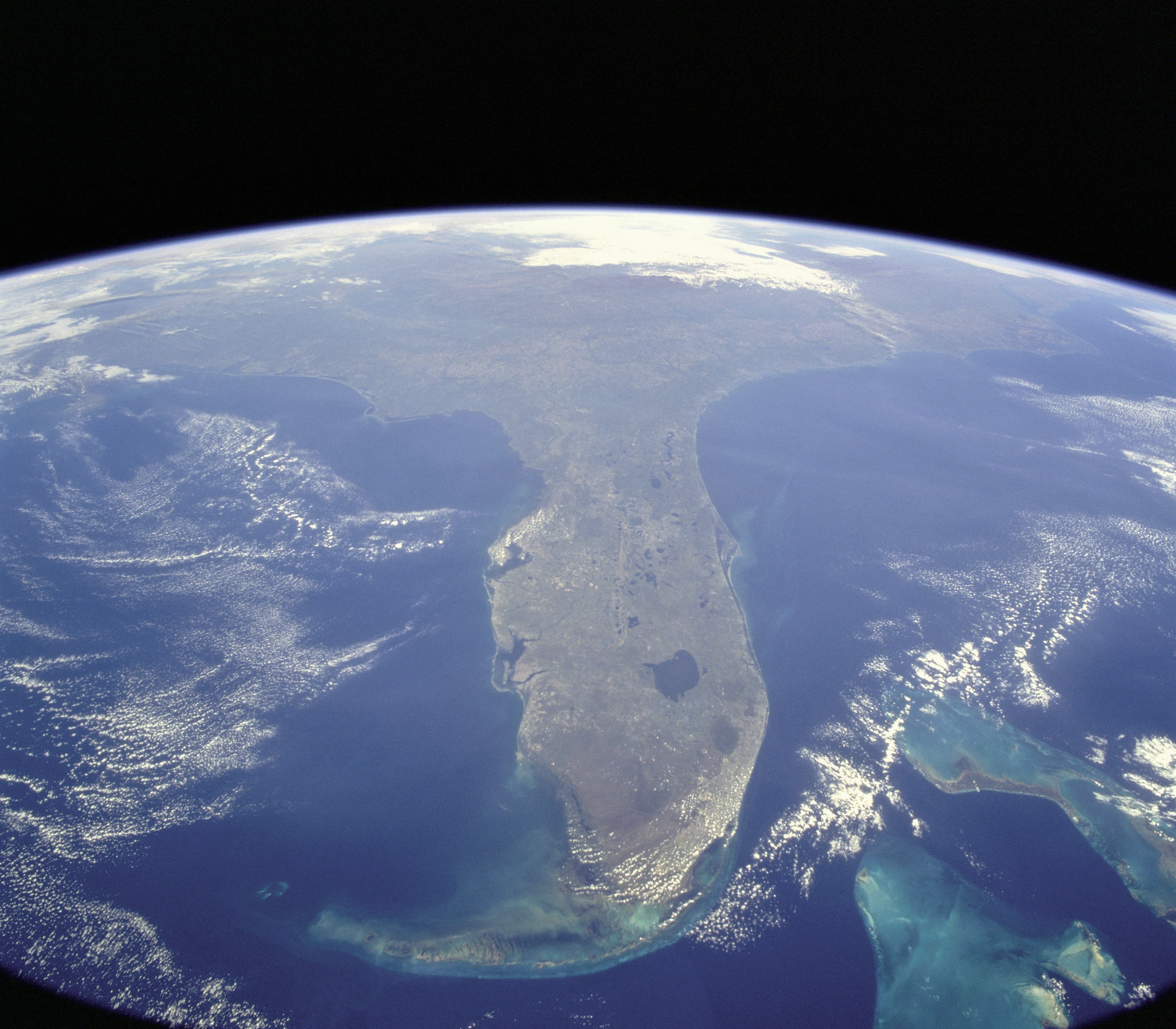
La penisola della Florida, mostrata da un'immagine satellitare della NASA

La Florida è un noto esempio di grande penisola, con la superficie dello stato divisa tra la più grande penisola della Florida e la striscia di terra continentale a nord-ovest. Ha diverse penisole più piccole al suo interno:
- Il fiume St. Johns crea una grande penisola di oltre 75 miglia (121 km) di lunghezza che si estende da Jacksonville fino al confine delle contee di Flagler e Volusia, dove il fiume si protrude dal lago George .
- Penisola di Fairpoint
- Penisola di Pinellas
- Penisola di Interbay
- Capo Sable

#### Maryland

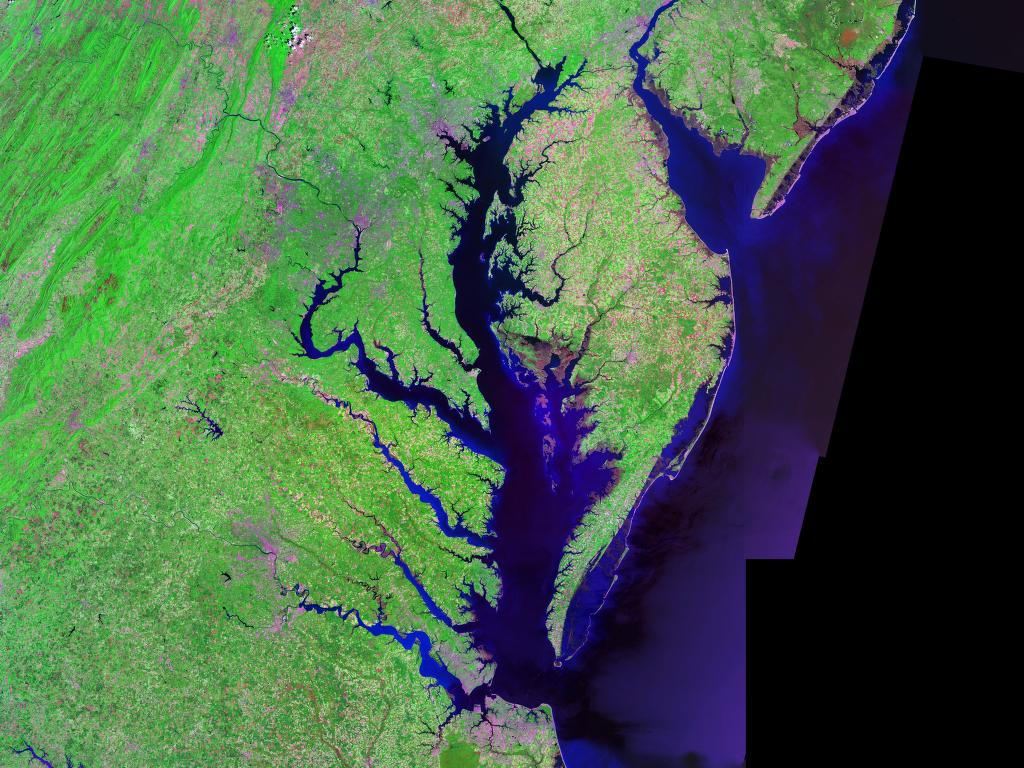
Costa medio-atlantica che mostra, dall'alto a destra, la penisola di Cape May nel New Jersey, la baia di Delaware, la penisola di Delmarva e la baia di Chesapeake. Sono visibili anche le penisole del Maryland e della Virginia lungo le rive del Chesapeake.

- Il Maryland condivide la penisola di Delmarva  a est della baia di Chesapeake con il Delaware e la Virginia.
- Penisola di St. Mary
- Penisola di Calvert
- Numerosi affluenti di marea più piccoli formano penisole più piccole sia sulla costa orientale che su quella occidentale della baia di Chesapeake. Esempi citati includono la penisola di Broadneck nella contea di Anne Arundel e la penisola di Elk Neck nella contea di Cecil.

#### Massachusetts

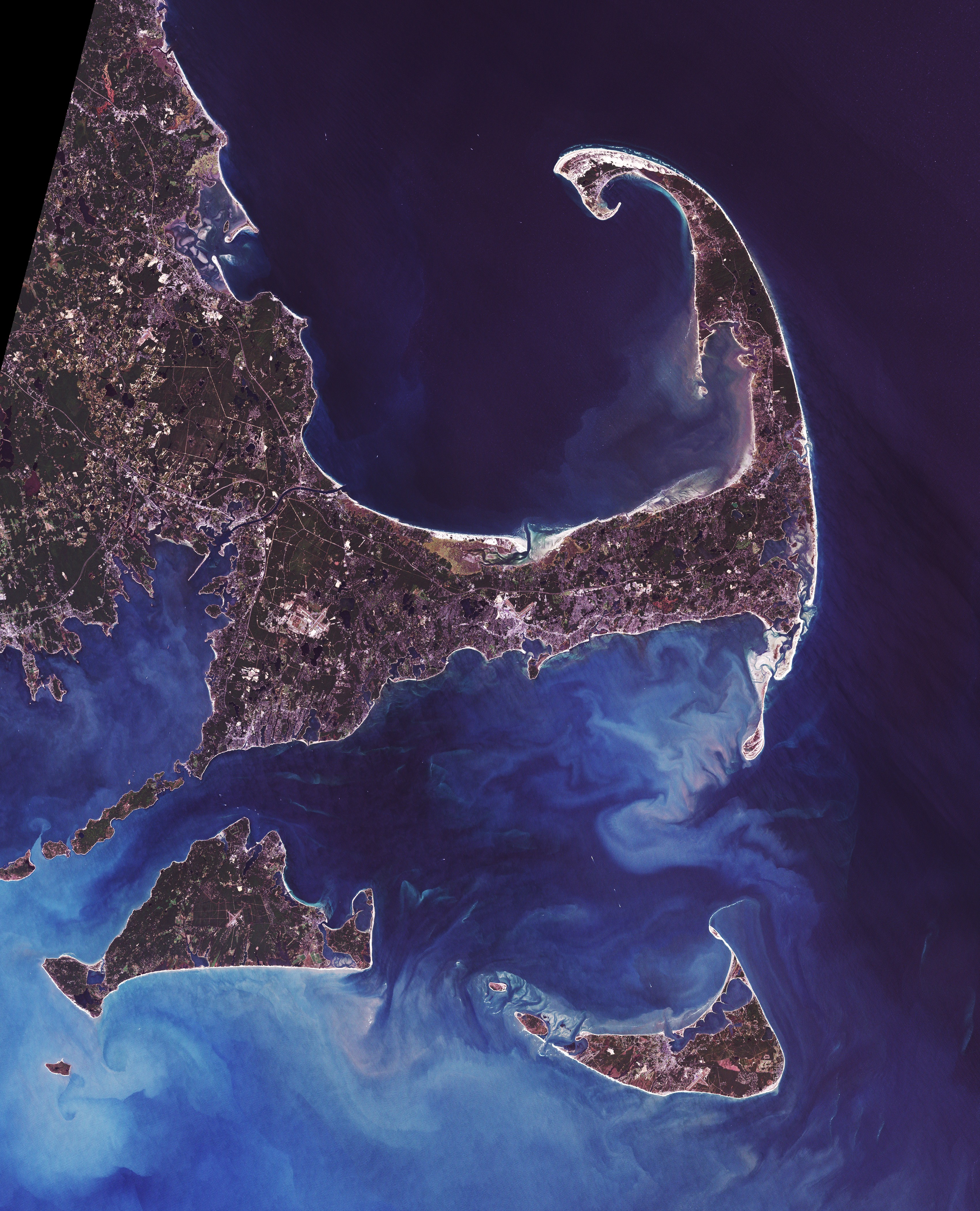
Cape Cod, penisola del Massachusetts

- Cape Cod
- Cape Ann
- Nahant
- Penisola di Nantasket
- Penisola di Shawmut

#### Michigan

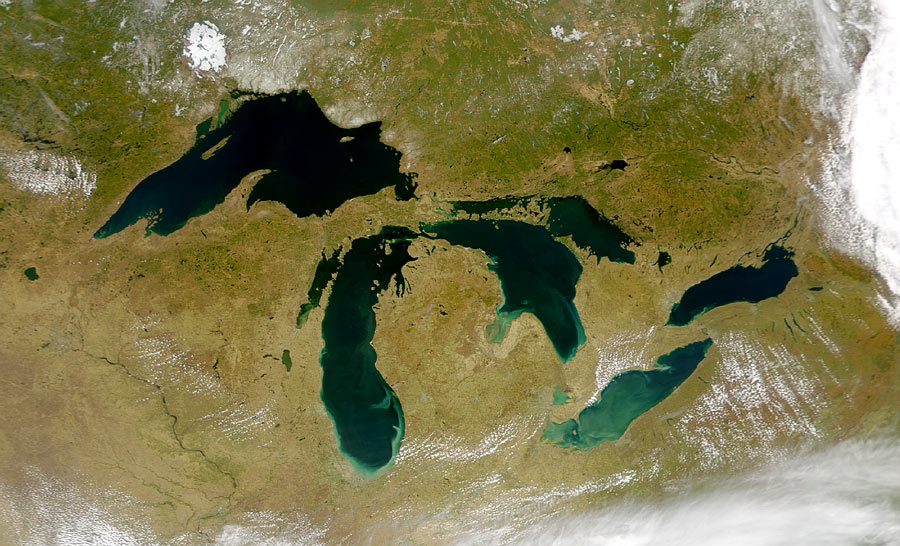
Le grandi penisole del Michigan viste dallo spazio. Si vedono sia la penisola superiore che quella inferiore

Le due più grandi penisole del Michigan sono dette semplicemente Penisola Superiore e Inferiore. La prima al suo interno ha numerose altre penisole come:
- Penisola di Leelanau
- Penisola di Lost
- Penisola Old Mission
- Pointe Mouillee
- Penisola di Presque Isle
- Punto Tawas
- The Thumb
- Punto Waugoshance
- Penisola di Woodtick

Mentre la Inferiore, al suo interno contiene:
- Penisola di Abbaye
- Penisola di Garden
- Penisola di Keweenaw
- Rabbit's Back
- Penisola di Stonington

#### New Jersey
- Penisola di Barnegat
- Penisola di Capo May
- Sandy Hook
- New Barbadoes Neck
- Punto Caven
- Punto Bergen
- Punto Droyer
- Punto Kearny
- MOTBY, che però è una penisola artificiale

#### New York
- Il Bronx

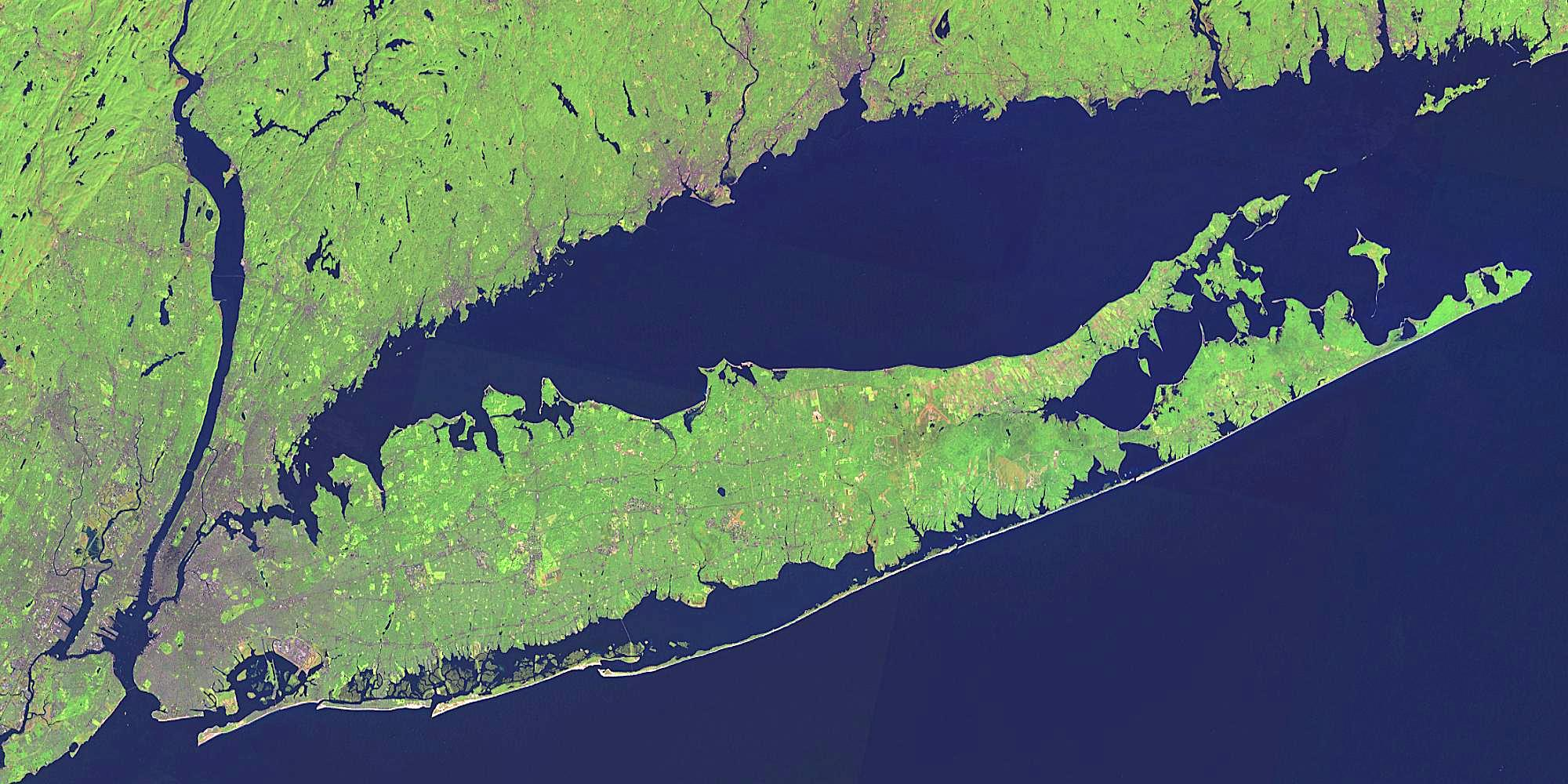
Long Island, New York, con le sue North e South Forks

- Il South e il North Fork su Long Island
- Cumberland Head
- Coney Island, sebbene artificialmente
- Penisola di Rockaway
- Irondequoit

#### Utah
- Penisola del Promontorio

#### Vermont
- Alburgh

#### Virginia
- Penisola Mediana
- Northern Neck
- Penisola della Virginia

#### Washington
- Penisola Key
- Penisola di Kitsap
- Penisola di Long Beach
- Penisola Olimpica
- Magnolia

#### Altri stati
- Punto Bark, Wisconsin
- Penisola di Bayfield, Wisconsin
- Punto Chequamegon, Wisconsin
- Penisola di Door, Wisconsin
- Isola di Jones, Wisconsin
- Terra tra i Laghi, Tennesse e Kentucky
- Piccolo Punto Coda, Wisconsin
- Punto di Marshall, Wisconsin
- Punto di Mawikwe, Wisconsin
- Punto Mokapu, Hawaii
- Porto Bolivar, Texas
- Punto Romano, Wisconsin
- Punto Toft, Wisconsin
- Penisola di Encinal, Texas
- Kentucky Bend, Kentucky

## Oceania

### Australia

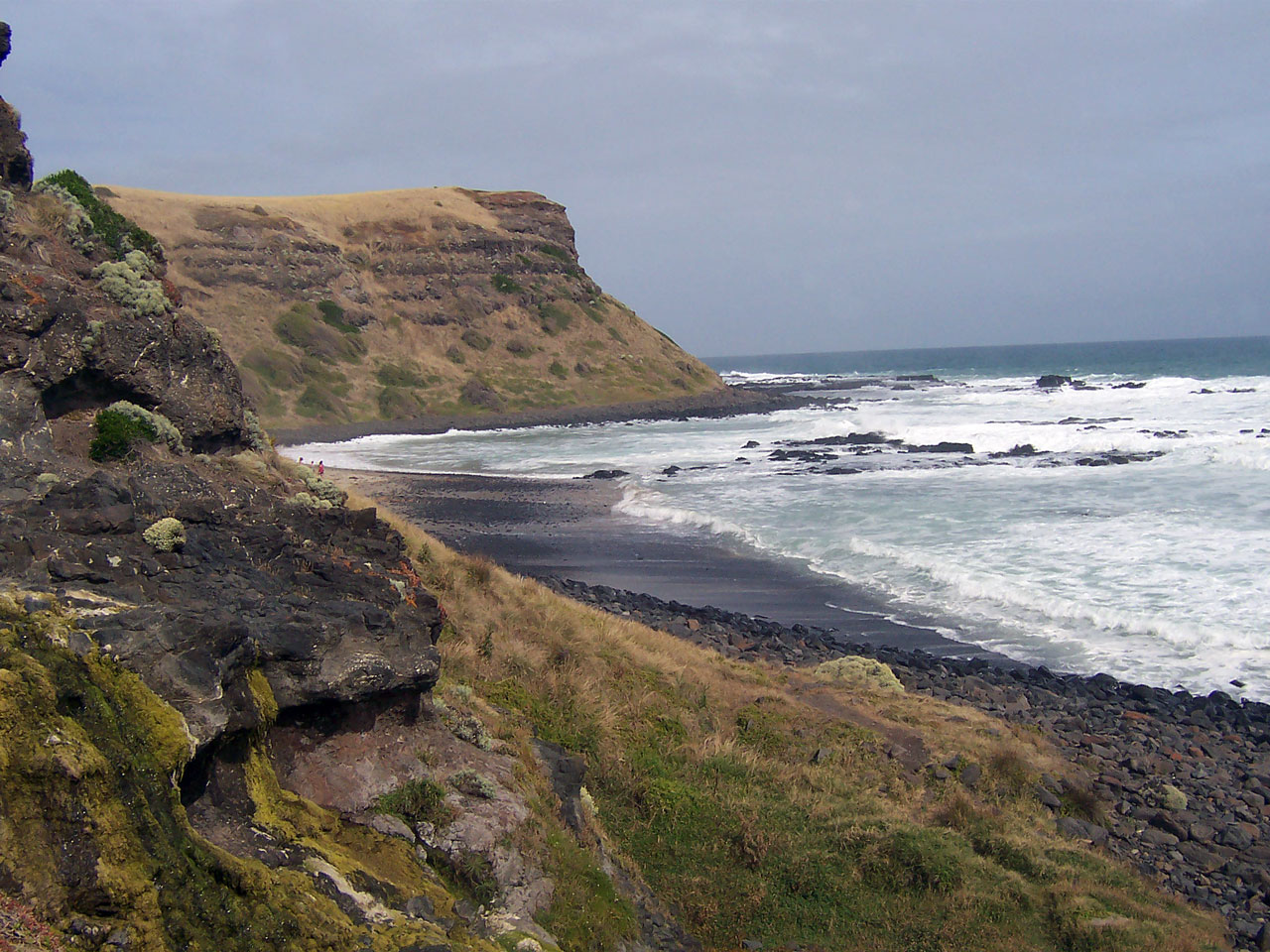
Una spiaggia sulla penisola di Mornington, Victoria

- Penisola di Beecroft
- Penisola di Bellarine
- Penisola di Capo York
- Penisola di Cobourg
- Penisola di Kurnell
- Penisola di Dampier
- Penisola di Dudley
- Penisola di Eyre
- Penisola di Fleurieu
- Penisola di Freycinet
- Penisola di Inskip
- Baia di Jervis
- Penisola di Mornington
- Redcliffe
- Penisola di Sir Richard
- Penisola di Stockton
- Penisola di Tasman
- Promontorio di Wilson
- Woy Woy
- Penisola di yorke
- Penisola Younghusband

### Nuova Zelanda

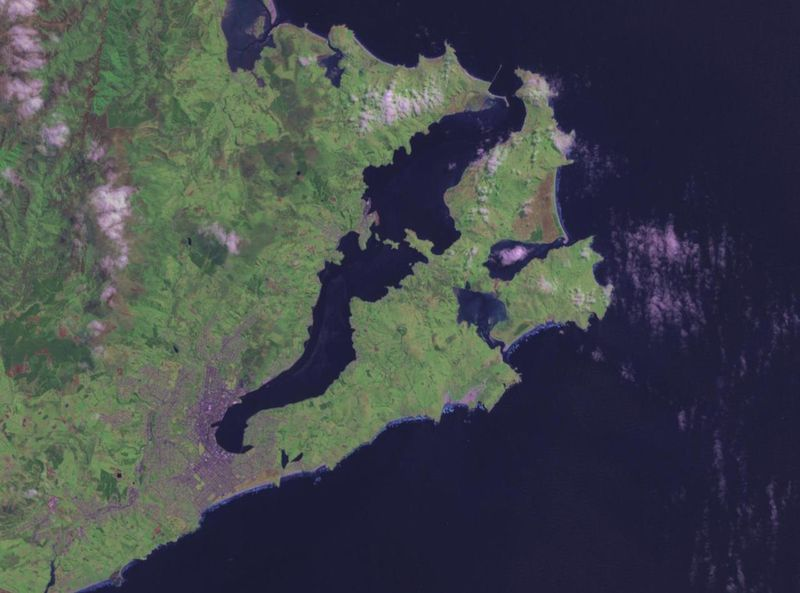
Foto satellitare della NASA della penisola di Otago e del porto di Otago. La città di Dunedin si trova sull'istmo in basso a sinistra.

#### Isola del nord
- Penisola di Aupouri
- Bream Head
- Capo Brett
- Capo Kidnappers
- Capo Turnagain
- Penisola del Coromandel (Nuova Zelanda)
- Penisola di Karikari
- Penisola di Mahia
- Penisola di Miramar
- Penisola di Mount
- Penisola di Northland
- Penisola di Paritata
- Penisola di Purerua
- Penisola di Tiritirimatangi
- Penisola di Whangaparaoa

#### Isola del Sud
- Penisola di Banks
- Penisola di Bluff
- Penisola di Brunner
- Capo Campbell
- Capo Foulwind
- Penisola di D'Urville
- Spit di Farewell
- Penisola di Kaikoura
- Penisola di McBrides
- Penisola di Otago
- Penisola di Tautuku
- La Penisola (Lago Wanaka)
- Punto Tiwai

### Papua Nuova Guinea
- Penisola di Gazelle, Nuova Britannia
- Penisola di Huon
- Penisola di Papua

## Sud America

### Cono Sud

Immagini satellitari del Cono Sud, mese per mese

Il Cono Sud, come l'Europa, è talvolta considerato una grande penisola. Geograficamente, la penisola comprende la maggior parte del Cile, dell'Argentina, dell'Uruguay e del Brasile meridionale e la parte più meridionale del Paraguay, il che la rende una delle penisole più grandi del mondo. Come la penisola indiana, il cono meridionale è talvolta considerato un subcontinente.

### Altre penisole in Sud America
- Penisola di Araya, Venezuela
- Penisola di Paraguanà, Venezuela
- Penisola di Paria, Venezuela
- Penisola di Guajira, Venezuela/Colombia
- Penisola di Illescas, Peru
- Penisola di Paracas, Peru
- Penisola di Verde, Argentina
- Penisola di Valdes, Argentina
- Punta del Este, Uruguay
- Penisola di Taitao, Cile
- Penisola di Brunswick, Cile
- Penisola di Itapagipe, Brasile
- Capo di Sao Tomé, Brasile